# Pardosa agrestis
Pardosa agrestis es una especie de araña araneomorfa del género Pardosa, familia Lycosidae. Fue descrita científicamente por Westring en 1861.
Habita en Europa, Cáucaso, Rusia (Europa al Lejano Oriente), Irán, Asia Central y China.

## Descripción
Pardosa agrestis tiene un cuerpo marrón oscuro con bandas longitudinales. Es difícil distinguirlo de sus especies relacionadas. Pardosa agrestis se caracteriza por la disposición de sus ojos. Sus ocho ojos están dispuestos de la siguiente manera: cuatro en la fila delantera y dos ojos en cada fila trasera. Existen mínimas diferencias de tamaño entre sexos, siendo las hembras un poco más grandes. Las hembras miden de 6 a 9 mm, mientras que los machos miden de 4,5 a 7 mm. El tamaño corporal promedio de una hembra es representativo de la abundancia de recursos en su hábitat y también se correlaciona positivamente con la fecundidad.

## Hábitat y distribución
Pardosa agrestis prefiere hábitats abiertos, específicamente campos de cultivo herbáceos. Dado que esta especie puebla campos de cultivo en altas densidades, potencialmente juega un papel destacado como agente de control contra insectos y plagas.
Debido a que Pardosa agrestis habita en áreas agrícolas, con frecuencia se enfrentan a la destrucción, luego a la reconstrucción y recolonización. Después de la destrucción o perturbaciones, las arañas de esta especie recolonizarán áreas no cultivables que rodean su hábitat original. Por lo tanto, la disponibilidad y calidad de la tierra no cultivable alrededor del hábitat natural de las arañas juega un papel importante en la abundancia de Pardosa agrestis en un campo cultivable. Su densidad de población es más alta en los campos de cultivo que están a poca distancia de las franjas largas, anchas y cubiertas de hierba al costado de la carretera.
Algunos miembros de Pardosa agrestis de maduración lenta son vulnerables durante los meses de invierno ya que aún no han desarrollado las técnicas y estructuras necesarias para sobrevivir durante el invierno. La presencia de áreas boscosas alrededor de los hábitats principales de las arañas brinda refugio a aquellas que pasan el invierno, lo que aumenta la probabilidad de sobrevivir durante esta estación al brindarles refugio y suficientes presas. Las áreas boscosas también brindan refugio a las hembras que llevan sacos de huevos, lo que mejora la supervivencia de las crías.
Esta especie de araña habita en la superficie dominante en los terrenos agrícolas de Europa Central y ciertas áreas de América del Norte y Asia.

## Dieta
La dieta de Pardosa agrestis consiste exclusivamente en pequeños artrópodos como dípteros y pulgones. La presa a la que se dirige es casi siempre más pequeña que el tamaño de la propia araña. Pardosa agrestis es un depredador generalista. No es específico en la forma en que selecciona presas entre los artrópodos que depreda. Su elección de presa depende en gran medida del tamaño de la presa; esto es válido para arañas pequeñas y medianas. Sin embargo, las arañas grandes también pueden alimentarse de insectos de cuerpo duro más grandes. En las primeras etapas de su ciclo de vida, las crías estarán protegidas por hembras reproductivas; sin embargo, los machos adultos y las hembras vírgenes consumen arañitas como parte de su dieta de vez en cuando.
Se ha observado que las hembras sin sacos de huevos capturan más presas que los machos. Esto se atribuye a su mayor tamaño y a la necesidad de suministrar suficiente energía. Sin embargo, las hembras que llevan huevos tienen un comportamiento de captura significativamente menor.
Pardosa agrestis enfrenta regularmente condiciones de alimentación insuficiente y hambre. Para combatir esto, ha evolucionado para ser resistente al hambre y masticará su comida para compensar la falta de presas capturadas, especialmente en invierno. También compensa su falta de comida con su capacidad para capturar múltiples presas en un solo intento. El 40-50% del alimento se mastica fuertemente. Debido a que se encuentran regularmente en un escenario donde no hay suficiente comida, estas arañas necesitan extraer la mayor cantidad de energía posible de su comida. La araña mastica la presa cazada hasta convertirla en una bola de carne usando sus quelíceros, alargando el proceso de digestión y extrayendo tantos nutrientes como sea posible.

## Ciclo de vida
La esperanza de vida de Pardosa agrestis es de alrededor de un año en Europa occidental y central, pero se registró que llega hasta los dos años en las regiones más septentrionales. El ciclo de vida se puede dividir en cuatro etapas: crías, juveniles (entre araña y subadulto), subadultos y adultos. La dinámica de la población y los números entre estas etapas varían a lo largo de un año.
Después del invierno, la población de juveniles aumenta significativamente, junto con un aumento menor en la población de subadultos. La población de subadultos alcanza su mayor número en abril. Las hembras y los machos adultos comienzan a aparecer más a fines de abril y alcanzan su punto máximo en junio, que es la primera temporada de apareamiento. A fines de julio, los subadultos vuelven a alcanzar su punto máximo, lo que lleva a un pico de adultos en agosto, lo que explica la segunda temporada de apareamiento. Como resultado, el número de crías alcanza su punto máximo una vez más en septiembre y el de subadultos alcanza su punto máximo a finales de otoño. Esta dinámica de población sugiere un patrón de vida bimodal.
Algunas de las crías nacidas a principios del verano no madurarán hasta la próxima primavera (pasando el invierno), mientras que otras madurarán y se reproducirán en tres meses. Esto da como resultado diferentes cohortes dentro de una población con diferentes ritmos de vida.